# 아스왕

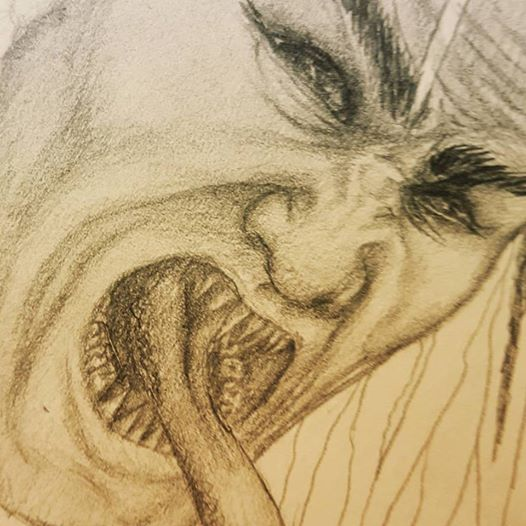

아스왕(필리핀어: Aswang)은 필리핀의 전승에 등장하는 여성형 흡혈귀로 긴 혀를 잠을 자는 임산부의 배에 꽂아 태아와 양수를 빨아 먹는 생물로도 묘사된다. 비사야스 제도에 이 괴물에 대한 전승이 널리 퍼져였으며, 필리핀 현지인들은 실제로 존재한다고 믿기 때문에 미확인 동물의 일종으로 분류하기도 한다.